# Casa de las Siete Lámparas
La Casa de las Siete Lámparas (en portugués: Casa dos Sete Candeeiros) es una antigua residencia y actual museo en Salvador, Bahía, Brasil. Construida en el siglo XVII por los jesuitas, la casa está localizada en la calle de San Francisco (Rua de São Francisco) en el centro histórico de Salvador.
La casa fue sede del Instituto do Patrimonio Histórico e Artístico Nacional desde 1951 hasta 2011 y en 2013 se abrió al público como museo.

## Historia

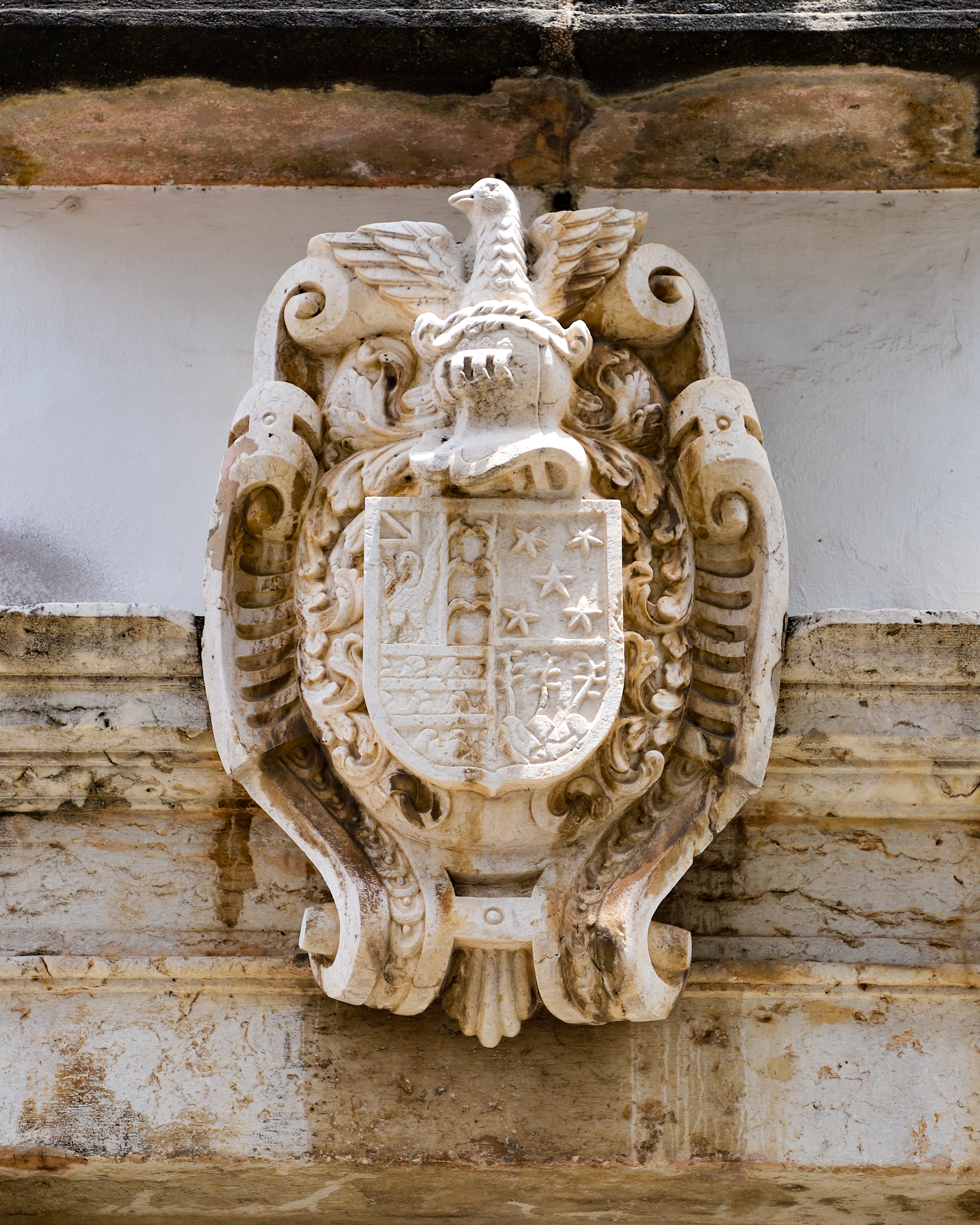
Detalle del escudo nobiliario de piedra de António Elias da Fonseca Galvão, ubicado sobre la puerta de entrada a la casa. El escudo data del.

### Construcción
La casa fue construida por los jesuitas a principios del siglo XVII. Después de su expulsión de Brasil en 1759 la casa fue subastada y vendida al capitán António Elias da Fonseca Galvão. Galvão recibió un título nobiliario en 1768 y colocó su escudo nobiliario en piedra encima de la puerta. Más tarde a finales del siglo XVIII la casa fue adquirida por el abogado Antonio Correia Ximenes.
Durante la visita del rey Juan VI de Portugual en el siglo XIX, varios nobles que acompañaban al rey se hospedaron en la casa. Para su visita, siete lámparas de aceite o candiles fueron colocados en el pasillo de la casa. Estas le dieron a la casa su actual nombre.
Más tarde la casa fue adquirida por el magistrado Cândido Leão, y fue comprada por la Santa Casa de la Misericordia en 1888.

### Sede del IPHAN
La casa fue adquirida en 1951 por el gobierno federal de Brasil y se convirtió en la primera sede del Instituto Nacional de Patrimonio Histórico y Artístico en Bahía (IPHAN-BA). Funcionó como su sede hasta 2011.

### Reforma
En 2011 el edificio se cerró para ser reformado y reconvertido en un museo público. La reforma costó $1,5 millones de reales. El 15 de mayo de 2013 se inauguró al público como el museo Casa de las Siete Lámparas.

## Protección
La Casa de las Siete Lámparas se designó como una estructura histórica en 1938 por el Instituto Nacional de Patrimonio Histórico y Artístico después de una inspección por el arquitecto Lucio Costa.